# Gornja Bistra
Gornja Bistra is een plaats in de gemeente Bistra in de Kroatische provincie Zagreb. De plaats telt 1.629 inwoners (2001).